# 河上肇賞
河上肇賞（かわかみはじめしょう）は、出版社の藤原書店が主催していた出版賞。2005年に河上肇没後60年を記念して創設され、2021年8月の募集をもって終了となった。
経済学・文明論・文芸評論・時論・思想・歴史の領域で「広い視野に立ち、今日的な観点に立脚し、かつ優れた散文として認められる作品」に与えられる賞であった。本賞（1名）と奨励賞（若干名）があり、記念品が授与されるとともに、本賞受賞作は藤原書店から単行本として刊行された。

## 受賞者一覧
第1回（2005年）
- 本賞　安達誠司『レジーム間競争の思想史――通貨システムとデフレーションの連関、そしてアジアの主義の呪縛』
- 奨励賞　小川和也『鞍馬天狗と憲法――大佛次郎の「個」と「国民」』

第2回（2006年）
- 本賞　なし
- 奨励賞　大田素子『子宝と子返し――近世農村の家族生活と子育て』

第3回（2007年）
- 本賞　なし
- 奨励賞　丹野さきら『真珠採りの詩、高郡逸枝の夢』、松尾匡　『商人道！』

第4回（2008年）
- 本賞　片岡剛士『我が国の経済政策はどこへ向かうのか――「失われた10年」以降の日本経済』
- 奨励賞　平山亜佐子『明治　大正　昭和　平成　莫連女と少女ギャング団』、和田みき子『1920年代の都市における巡回産婆事業――経済学者、猪間驥一の調査研究を通して』

第5回（2009年）
- 本賞　鈴木順子『シモーヌ・ヴァイユ晩年における犠牲の観念を巡って』
- 奨励賞　佐藤信『鈴木茂三郎――二大政党制のつくりかた』、貝瀬千里『岡本太郎の仮面』

第6回（2010年）
- 本賞　なし
- 奨励賞　なし

第7回（2011年）
- 本賞　志村三代子『映画人・菊池寛』、西脇千瀬『地域と社会史――野蒜築港にみる周縁の自我』
- 奨励賞　なし

第8回（2012年）
- 本賞　なし
- 奨励賞　なし

第9回（2013年）
- 本賞　なし
- 奨励賞　川口有美子『生存の技法――ALSの人工呼吸法を巡る葛藤』

選考委員　赤坂憲雄、川勝平太、新保祐司、田中秀臣、中村桂子、橋本五郎、三砂ちづる、山田登世子、藤原良雄、（顧問）一海知義
第10回（2014年）
- 本賞　大西茜『「近代的家族」の誕生　二葉幼稚園の例から』
- 奨励賞　飯塚数人『詩の根源へ』

選考委員　赤坂憲雄、川勝平太、新保祐司、田中秀臣、中村桂子、橋本五郎、三砂ちづる、山田登世子、藤原良雄、（顧問）一海知義
第11回（2015年）
- 本賞　なし
- 奨励賞　なし

第12回（2016年）
- 本賞　なし
- 奨励賞　なし

第13回（2017年）
- 本賞　なし
- 奨励賞　なし

第14回（2018年）
- 本賞　なし
- 奨励賞　なし

第15回（2019年）
- 本賞　松本亜紀『タビゴヤ――女は一人で子を産む』
- 奨励賞　なし

選考委員　赤坂憲雄、川勝平太、新保祐司、田中秀臣、中村桂子、橋本五郎、三砂ちづる、藤原良雄。
第16回（2020年）
- 本賞　内藤陽介『東京五輪の郵便学』
- 本賞　小川進『世界標準研究を発信した日本人経営者たち』

選考委員　赤坂憲雄、川勝平太、新保祐司、田中秀臣、中村桂子、橋本五郎、三砂ちづる、藤原良雄。
第17回（2021年）
- 本賞　なし
- 奨励賞　なし

選考委員　赤坂憲雄、川勝平太、新保祐司、田中秀臣、中村桂子、橋本五郎、三砂ちづる、藤原良雄。